# Giuseppe Maiello
Giuseppe Maiello (* 10. června 1962 Neapol) je vysokoškolský pedagog, antropolog a politik, v letech 2010 až 2014 zastupitel MČ Praha-Klánovice, bývalý člen SZ a LES, současný člen Pirátů.

## Život
Narodil se v italské Neapoli. Vystudoval politické vědy východní Evropy se specializací na historii na Istituto Universitario Orientale v Neapoli. Ve studiu pokračoval v postgraduálním programu na Istituto Italiano per gli Studi Filosofici také v Neapoli. V roce 2015 získal titul docent v oboru etnologie.
Od roku 1985 žije v Praze. Učil italštinu v Italském kulturním institutu v Praze, pracoval jako zvláštní badatel italského ministerstva obrany. Trvalý pobyt v České republice, respektive v ČSFR má od roku 1992. Pracuje jako vysokoškolský učitel na Vysoké škole finanční a správní v Praze. Dále přednáší na Fakultě společenských studií ve Vsetíně, která spadá pod Vysokou školu Humanitas v polském Sosnovci.
Od roku 2005 bojoval za záchranu Klánovického lesa před jeho zničením a přebudováním na golfové hřiště. V roce 2013 se díky změně územního plánu podařilo les zachránit.
Giuseppe Maiello žije se svou partnerkou Zorkou Starčevičovou, mají spolu tři děti. Bydlí v Praze, konkrétně v městské části Klánovice.[zdroj?]

## Politické působení
Byl členem Strany zelených. V komunálních volbách v roce 2010 byl jako člen SZ zvolen na kandidátce subjektu s názvem „Čas na změnu“ (tj. nezávislí kandidáti a SZ) zastupitelem Městské části Praha-Klánovice. V roce 2010 neúspěšně kandidoval na post předsedy Strany zelených.
V komunálních volbách v roce 2014 kandidoval jako člen LES na kandidátce Pirátů do Zastupitelstva hlavního města Prahy.
Dvakrát kandidoval do Evropského parlamentu – po prvé ve volbách v roce 2004 jako nestraník za Korunu Českou a po druhé ve volbách v roce 2009 jako nestraník za SZ.
Později začal spolupracovat s Českou pirátskou stranou, byl garantem programového bodu kultura. Ve volbách do Poslanecké sněmovny PČR v roce 2017 byl lídrem Pirátů ve Zlínském kraji.. V letéch 2019-2022 byl jako člen Piratů zvolen na kandidátce subjektu s názvem „Čas na změnu“ (tj. nezávislí kandidáti, Česká Piratská Strana a LES) zastupitelem Městské části Praha-Klánovice. Jako zástupitel se mu podařilo zastavit tzv. Klánovickou spojku.